# Breakwater
Ne doit pas être confondu avec Breakwater (film).
Breakwater est un groupe de funk américain, originaire de Philadelphie, en Pennsylvanie. Le groupe compte deux albums : Breakwater, sorti en 1978, et Splashdown en 1980. Ce dernier contient la chanson Release the Beast, qui a été samplée dans l'intro de l'album du rappeur Murs Murs 3:16: The 9th Edition, ainsi que dans la chanson Robot Rock du duo électronique Daft Punk qui figure sur l'album Human After All.

## Histoire
Le groupe, originaire de Philadelphie, a été créé en 1971. Les membres d'origine étaient Gene Robinson, James Gee Jones, Lincoln « Zay » Gilmore, Steve Green, Vince « Garnel » Dutton, Greg Scott, John « Dutch » Braddock et Kae Williams, Jr. Ils sont signés sur le label Arista en 1978. Leur deuxième album Splashdown, sorti en 1980, est qualifié de « chef-d'œuvre du funk » par Tom Bowker du Broward Palm Beach New Times.
En septembre 1979, leur single You Know I Love You, écrit par Greg Scott et produit par Rick Chertoff était l'un des meilleurs singles au Billboard. Pour la semaine du 5 juillet 1980, leur album Splashdown, à sa 8e semaine dans les charts Billboard était passé de 35e à 34e. À sa 13e semaine, il atteint la 57e place, soit la position qu'il occupait la semaine précédente.
Le 16 octobre 2014, le groupe de onze musiciens avec une section de cuivres de quatre hommes joue au Warmdaddy's sur S Columbus Boulevard à Philadelphie. Il est annoncé que Breakwater ainsi que le groupe Pockets, autre groupe de musique des années 1970, se produiraient le 7 janvier 2017 au Brooklyn Bowl de Londres.

## Style musical
Le style musical de Breakwater est normalement celui de jams lents, mais ils sont connus pour incorporer des styles de musique rock et funk dans leurs chansons, comme leur chanson intitulée You. Release the Beast est plus connu du grand public pour son utilisation dans des samples comme dans Robot Rock du groupe Daft Punk. Le son du groupe peut être rapproché de la musique de groupe comme Con Funk Shun ou encore Earth, Wind and Fire[réf. nécessaire].

## Discographie

### Albums studio
| Titre                   | Informations de sorties | Année | Format | Notes       |
| ----------------------- | ----------------------- | ----- | ------ | ----------- |
| Breakwater              | Arista AB 4208          | 1978  | LP     |             |
| Splashdown              | Arista AB 4264          | 1980  | LP     |             |
| Breakwater              | Get On Down GET-51269   | 2010  | CD     |             |
| Splashdown              | Get On Down GET-51268   | 2010  | CD     |             |
| Breakwater / Splashdown | Expansion EXP2CD 49     | 2016  | CD     | Compilation |

### Singles
| Titre                                      | Informations de sortie | Année |
| ------------------------------------------ | ---------------------- | ----- |
| Work It Out / Feel Your Way                | Arista AS 0404         | 1979  |
| No Limit / Feel Your Way                   | Arista AS 0424         | 1979  |
| You Know I Love You / Unnecessary Business | Arista AS 0457         | 1979  |
| Splashdown Time / Let Love In              | Arista AS 0518         | 1980  |
| Say You Love Me Girl / Time                | Arista AS 0542         | 1980  |
| Release the Beast / Time                   | Arista AS 0565         | 1980  |